# SOKO J-1 Jastreb
J-1 Jastreb je reaktivno vojaško jurišno letalo, ki so ga izdelovali v Jugoslaviji, v tovarni SOKO med letoma 1967 in 1979.

## Zgodovina
Jastreb je nastal iz letala SOKO G-2 Galeb, ki so mu okrepili trup ter namestili močnejši motor, da je lahko nosil večji bojni tovor. Prvič je poletel leta 1967, v vojnem letalstvu JLA pa je ostal vse do razpada Socialistična federativna republika Jugoslavija. Jastreb je bil hkrati prvi izdelek jugoslovanske vojaške industrije, ki je našel kupce v tujini.
Ta enosedežni jurišnik je imel ravna podstojna krila z dodatnimi rezervoarji na konicah, ki jih je pilot lahko po potrebi odvrgel ter zaokrožen nos, v katerem je imel po tri strojnice kalibra 12,7 mm s po 150 naboji.
Med vojno v Bosni so leta 1994 ameriški lovci F-16 sestrelili tri Jastrebe zračnih sil Republike srbske, ki so se vračali z bojne naloge.

## Uporabniki
- Bosna in Hercegovina (Republika Srpska)
- Srbija (med 100 in 230 letal ?)
- Libija (med 25 in 34 letal)
- Zambija (med 6 in 13 letal)
- Hrvaška, v uporabi naj bi imeli eno tako letalo, zajeto v operaciji Nevihta.

## Izvedbe
- J-1 enosedežni jurišnik
- J-1-E izvozna verzija J-1
- RJ-1 izvidniško letalo
- RJ-1-E izvozna verzija RJ-1
- TJ-1 šolsko vojaško letalo